# Minister im Dienste des Premierministers
Der Minister in Diensten des Premierministers  (hebräisch שר במשרד ראש הממשלה Sar BeMisrad Rosch HaMemschala) ist ein Minister ohne Geschäftsbereich und Mitglied im israelischen Kabinett, der ernannt wird durch den israelischen Ministerpräsidenten.

## Ehemalige und gegenwärtige Ministerposten in „Prime Minister’s Office“
- Dienstleistungen zur Religionsausübung
- Strategische Angelegenheiten (heute Ministerium für strategische Angelegenheiten)
- Regionale Entwicklung (in Vergangenheit Ministerium für die Entwicklung des Negev und Galiläas)
- Angelegenheiten für den arabischen Sektor
- Gesellschaft für Nachrichtendienste (heute Minister für Nachrichtendienste)
- Jerusalem Affairs (bis 1992 Zuständigkeiten waren unter Jerusalem Affairs Minister)
- Israel Broadcasting Authority
- Improvement of Government Services Minister of Israel (Zuständigkeiten wurden an Michael Eitan gegeben)